# (32974) 1996 TX16
1996 TX16 (asteroide 32974) é um asteroide da cintura principal. Possui uma excentricidade de 0.08292270 e uma inclinação de 8.66613º.
Este asteroide foi descoberto no dia 4 de outubro de 1996 por Spacewatch em Kitt Peak.